# Atlántico
Atlántico är ett av Colombias departement, som ligger i norra Colombia vid Karibiska havet. Det har fått sitt namn efter Atlanten. Huvudstaden, Barranquilla, är Colombias fjärde största stad. Andra stora städer är Malambo och Soledad. Departementet skapades 1910.

## Kommuner i Atlántico
1. Baranoa
2. Barranquilla
3. Campo de La Cruz
4. Candelaria
5. Galapa
6. Juan de Acosta
7. Luruaco
8. Malambo
9. Manatí
10. Palmar de Varela
11. Piojó
12. Polonuevo
13. Ponedera
14. Puerto Colombia
15. Repelón
16. Sabanagrande
17. Sabanalarga
18. Santa Lucía
19. Santo Tomás
20. Soledad
21. Suan
22. Tubará
23. Usiacurí